# María Arrillaga

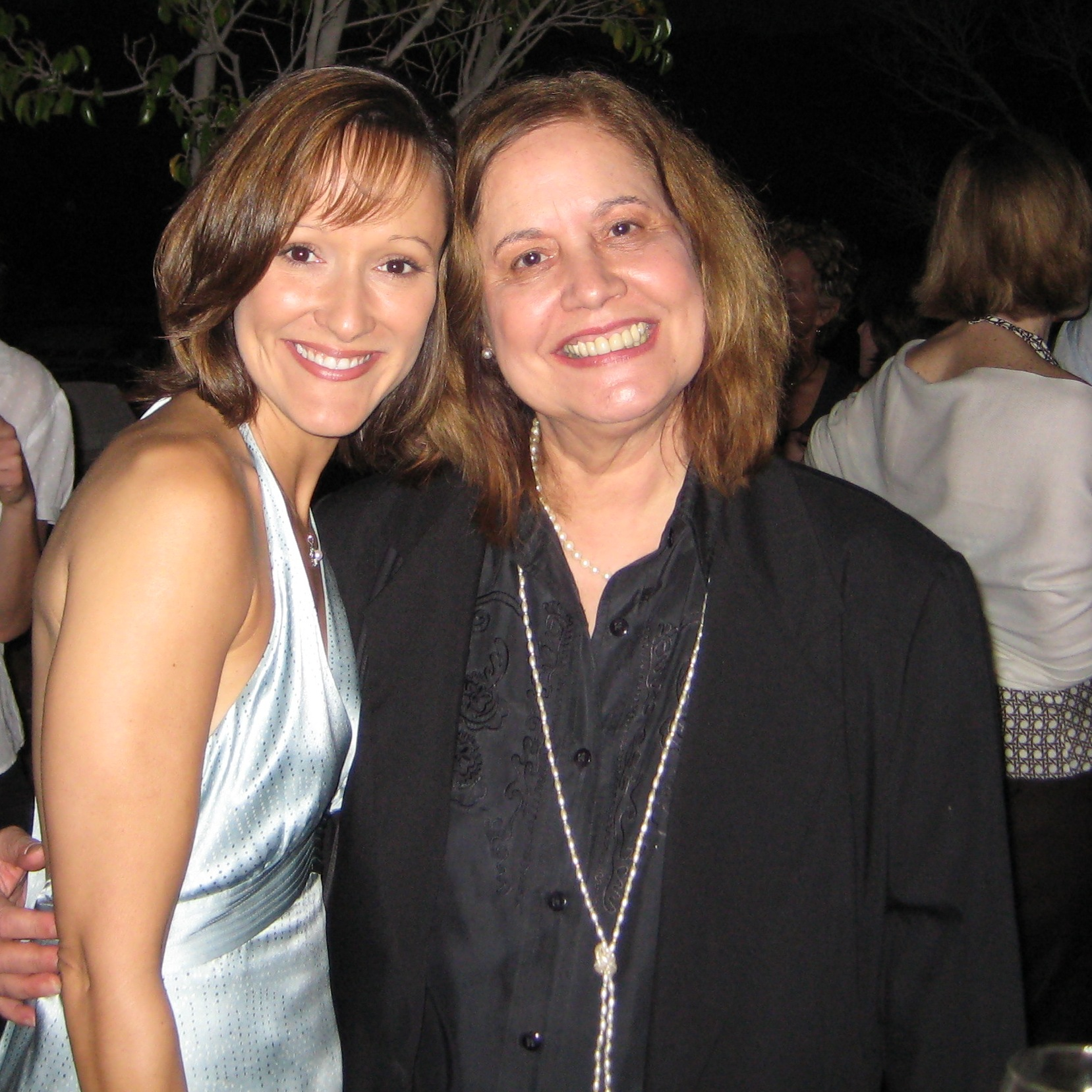
Maria Arrillaga mit ihrer Nichte Pauline, 2009

María Arrillaga (* 18. April 1940 in Mayagüez, Puerto Rico) ist eine boricuanische Autorin, Dichterin, Essayistin, Spezialistin für Gender Studies, Literaturkritikerin und Hochschullehrerin an der Universität von Puerto Rico (UPR). Sie hat mehrere Gedichtsammlungen veröffentlicht und war 1994 mit ihrem Roman Mañana Valentina sowohl Finalistin im Wettbewerb Letras de Oro an der Universität Miami als auch zwei Jahre später am Institute of Latin American Writers of New York (ILAW). Ihr Œuvre erstreckt sich über 30 Jahre und wurde in zahlreichen nationalen und internationalen Zeitungen und Zeitschriften abgedruckt sowie in mehreren Anthologien veröffentlicht.

## Leben und Werk
Arrillaga hat eine Akademische Laufbahn absolviert. Sie begann an der Universität von St. Louis, wo sie 1991 ihren Bachelor in Englischer Sprache absolvierte. Es folgten 1966 ihr Masterabschluss für Moderne Sprachen an der New York University und schließlich 1987 ihre Promotion für Hispanistik an der UPR. Ihre Promotionsschrift über konzeptuales kritisch-feministisches Schreiben puerto-ricanischer Autorinnen mit dem Titel Escritura de mujer: un modelo crítico feminista y su aplicación en tres autoras puertorriqueñas: Edelmira González, Violeta López Suria und Anagilda Garrastegui diente als Grundlage anderer wissenschaftlicher Arbeiten. Die geschlechtsspezifische, emanzipatorische Befreiung boricuanischer Frauen, die sich als Autorinnen verwirklichen konnten, wurde von Arrillaga unter literaturhistorischer Sicht herausgestellt und beschäftigt so die nachfolgende Generation: Lesbia Cruz verteidigte 2013 unter dem Titel Aproximación a la novela femenina en Puerto Rico (1880–1973) (Eine Annäherung an den Frauenroman in Puerto Rico (1880–1973)) ihren Doktorgrad an der URP und würdigt darin ausdrücklich die Vorarbeit von María Arrillaga.
Arrillaga war Präsidentin des Puerto Rico Center des PEN International und Sekretärin des Women’s Writers Committee dieses Autorenverbands.

## Bücher

### Lyrik
- Vida en el tiempo, 1974
- New York in the Sixties, 1976
- Cascada de sol, 1977
- Poemas 747, 1977
- Frescura, 1981
- Yo soy Filí Melé, 1999 (Zusammenstellung ihres poetischen Werks zusammen mit El amor es un periódico de ayer und Yo soy Filí Melé (Liebe ist die Zeitung von gestern und ich bin Filí Melé))

### Erzählungen
- Mañana Valentina, 1996

### Essay
- Los silencios de María Bibiana Benítez, 1985
- Concierto de voces insurgentes: tres autoras puertorriqueñas: Edelmira González Maldonado, Violeta López Suria, Anagilda Garrastegui, 1998.